# Aután
Aután är en ort i Mexiko.   Den ligger i kommunen San Blas och delstaten Nayarit, i den centrala delen av landet, 700 km väster om huvudstaden Mexico City. Aután ligger 9 meter över havet och antalet invånare är 1 890.
Terrängen runt Aután är mycket platt. Runt Aután är det ganska glesbefolkat, med 48 invånare per kvadratkilometer. Närmaste större samhälle är Villa Hidalgo, 9,8 km nordost om Aután. Trakten runt Aután består till största delen av jordbruksmark.